# 東京ワンタン本舗
株式会社東京ワンタン本舗（とうきょうわんたんほんぽ）は、主にワンタンの皮などの製造を行っている企業。
また、もとが製麺所だったということもあり、現在になっても中華麺の製造なども行っている。

## 歴史
- 1947年 有限会社あずま屋製麺所
- 1950年 ワンタンの皮などを製造し始める
- 1956年 有限会社東京ワンタン本舗と社名変更をする
- 1956年 株式会社に組織変更
- 2021年 登記上の本店所在地を東京都世田谷区から埼玉県上尾市へ移転

## 主要商品

### 皮類
- ワンタンの皮
- 餃子の皮
- シュウマイの皮
- 春巻の皮

### ラーメン
- しょうゆラーメンなど

## その他
- かつては後楽園球場（現在は東京ドーム）に広告を出していた。
- 文化放送やニッポン放送ではラジオCMを流しており、「お肉屋さんで売ってます♪」という最後の決め言葉で知られている。昔おなじみの｢お肉屋さんで売ってます♫｣のCMは三軒茶屋にあった｢東京食品｣のものであり、東京ワンタン本舗の創業者と親戚関係で会った、精肉店等に、卸販売を、していた。
- 静岡県を含む東海地方、近畿地方など全国展開はされていない。
- ベルマーク運動に1995年から2022年まで参加していた。
- トレードマークとして、扇子のマークがあけられる。